# Bieruńsko-Lędziński
Bieruńsko-Lędziński là một huyện thuộc tỉnh Śląskie của Ba Lan. Huyện có diện tích 158 km². Đến ngày 1 tháng 1 năm 2011, dân số của huyện là 57134 người và mật độ 361 người/km².